# Tynecastle Stadium

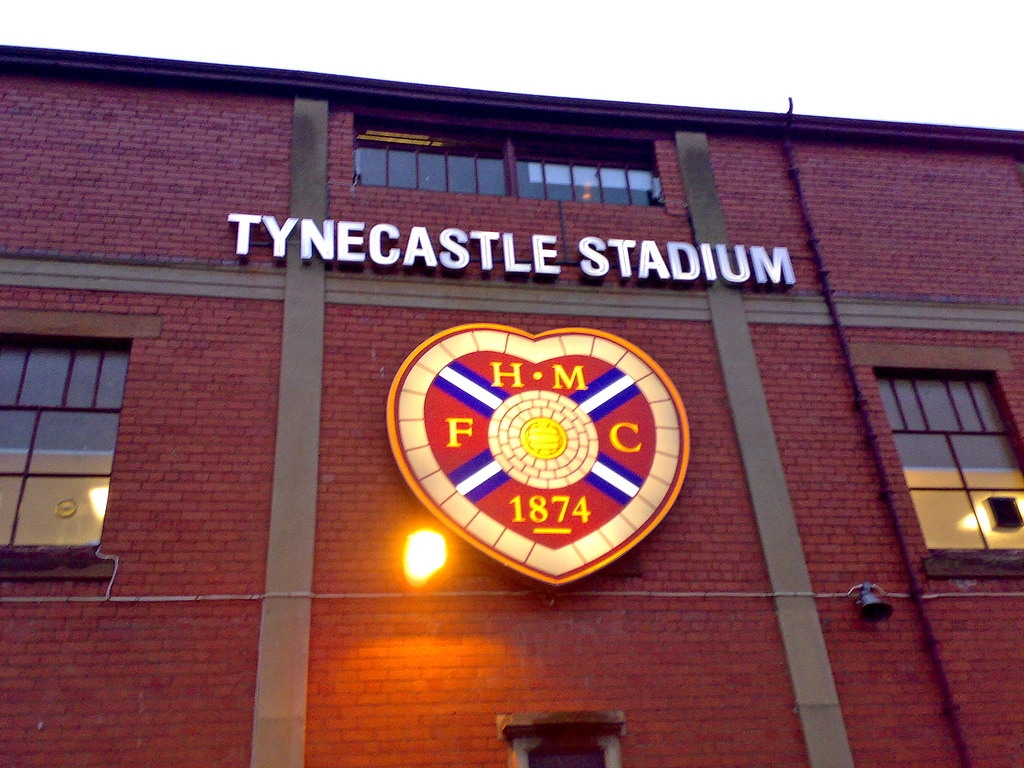
Façana de Tynecastle

El Tynecastle Stadium és un estadi de futbol de la ciutat d'Edimburg, Escòcia. Va ser inaugurat el 10 d'abril de 1886 i renovat el 1994-1997. És propietat del club Heart of Midlothian FC, que hi disputa els seus partits. La capacitat és de 17.420 espectadors. Les graderies s'anomenen Principal, Wheatfield, Roseburn i Gorgie.